# Dasycottus
Dasycottus är ett släkte av fiskar. Dasycottus ingår i familjen paddulkar.
Dessa fiskar lever i norra Stilla havet. Maximallängden är 73 cm.
Arter enligt Catalogue of Life:
- Dasycottus japonicus
- Dasycottus setiger

Enligt Fishbase ingår Dasycottus japonicus som synonym i Dasycottus setiger.